# Colostethus mertensi
Espèce
Synonymes
- Phyllobates mertensi Cochran & Goin, 1964

Statut de conservation UICN

 VU B1ab(iii) : Vulnérable
Colostethus mertensi est une espèce d'amphibiens de la famille des Dendrobatidae.

## Répartition
Cette espèce est endémique du département de Cauca en Colombie. Elle se rencontre à Popayán de 2 100 à 2 350 m d'altitude dans la cordillère Occidentale.

## Publication originale
- Cochran & Goin, 1964 : Description of a new frog of the genus Phyllobates from Colombia (Amphibia, Ranidae, Dendrobatinae). Senckenbergiana Biologica, vol. 45, p. 255-257.